# 김인환 (신학자)

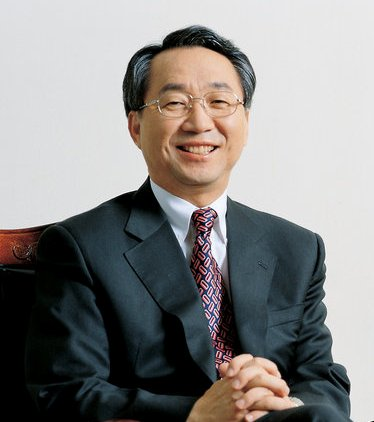
김인환 총장

김인환(영어: In Whan Kim, 1946년 5월 10일~2021년 11월 15일)은 대한민국의 신학자이며 목회자이다. 총신대학교 총장을 역임하였고, 2014년부터 2016년까지는 대신대학교 총장을 역임했다. 이어 2016년부터 2018년까지 아프리카 스와질랜드기독대학교(현 에스와티니기독의과대학교) 제2대 총장을 역임했다. 구약학 분야에 여러 업적을 남겼다. 아내 주정숙 사모와 장남 재신, 장녀 유미, 차남 재형이 있다. 그의 형은 서울신학교 학장 김춘환 목사이다. 개혁신학회의 초대 회장을 역임하였다. 그의 묘지는 미국 뉴저지주 프랭클린메모리얼공원이다.

## 학력사항
- 성광고등학교 졸업
- 총신대학교 신학과 학사
- 총신대학교 대학원 신학 석사
- 웨스트민스터 신학교 목회학 석사
- 웨스트민스터 신학교 신학 석사
- University of Wales, Lampeter 철학 박사

## 경력
- 총신대학교 총장
- 대신대학교 총장
- Swaziland Christian University 총장
- 개혁신학회의 초대 회장

## 같이 보기
- 한국복음주의역사신학회
- 한국장로교신학회
- 종교개혁500주년기념일
- 한국의 신학자 목록
- 개혁신학자
- 한국복음주의구약신학회
- 총신대학교
- 웨스트민스터 신학교